# 錫爾茨湖
49°08′42″N 7°56′13″E / 49.145054°N 7.937011°E

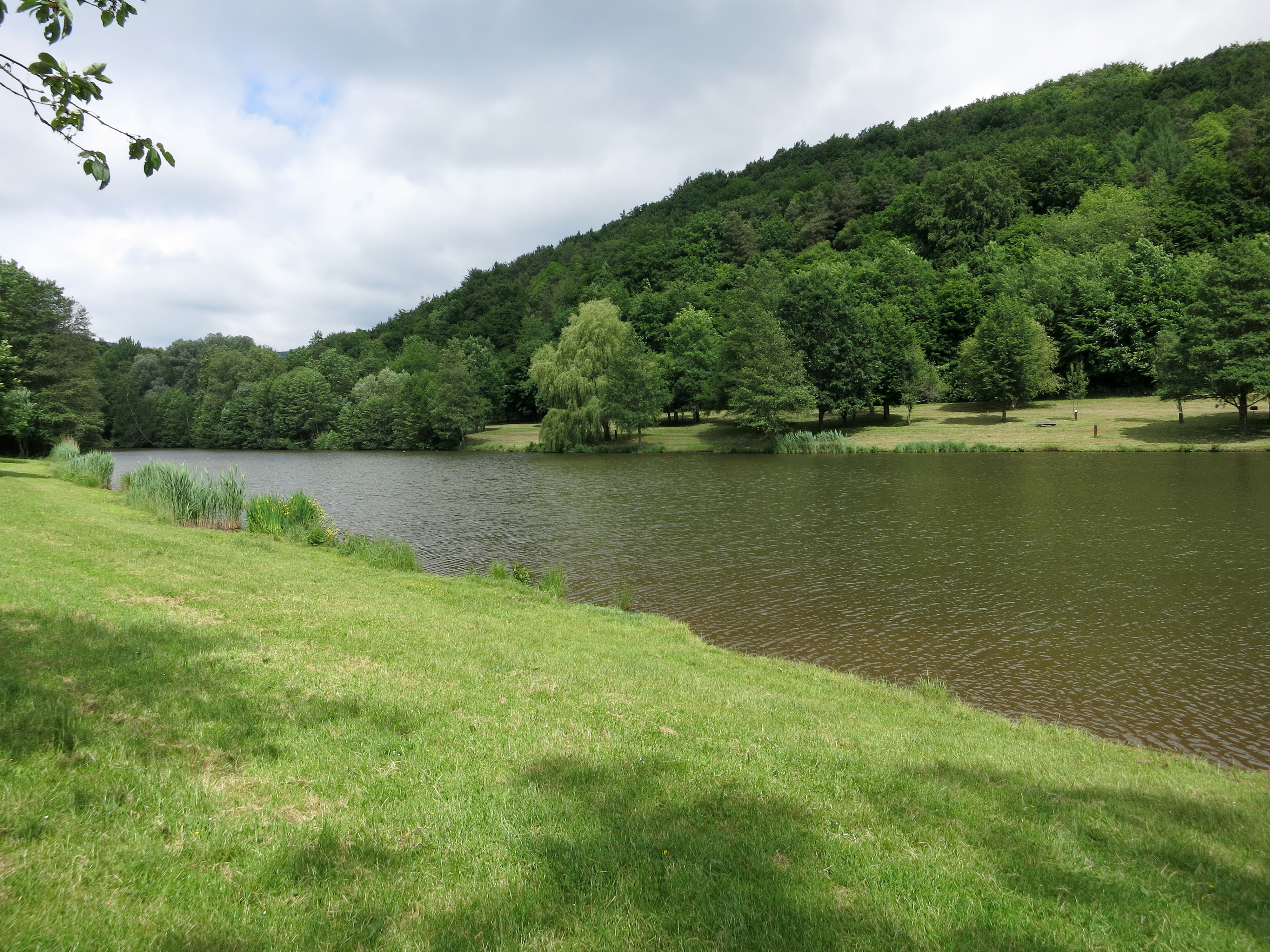

錫爾茨湖（德語：Silzer See），是德國的湖泊，位於該國西南部，由萊茵蘭-普法爾茨州負責管轄，長0.3公里、寬0.05公里，面積0.02平方公里，海拔高度205米，湖岸線長度0.8公里。